# TOSHI
|  | Per a altres significats, vegeu «Toshi». |

TOSHI és un motor de videojoc de quarta generació multiplataforma dissenyat per Blue Tongue Entertainment. El motor permet la mostra simultània de molts números de referència que es desenvolupen en les consoles de nova generació, com els ordinadors, per exemple. El motor està dotat amb un gran nivell de codi reutilitzable. El motor s'ha usat en els següents videojocs;
- Jurassic Park: Operation Genesis (2003)
- Nicktoons Unite! (2005)
- Barnyard (2006)
- Nicktoons: Battle for Volcano Island (2006)
- Nicktoons: Attack of the Toybots (2007)
- El Tigre: The Adventures of Manny Rivera (2007)
- de Blob (2008)